# Isotoma gelida
Isotoma gelida är en urinsektsart som beskrevs av James P. Folsom 1937. Isotoma gelida ingår i släktet Isotoma och familjen Isotomidae. Inga underarter finns listade i Catalogue of Life.